# Ljubav ljubavi
Ljubav ljubavi è il sesto album della cantante croata Maja Blagdan, pubblicato nel 2002 attraverso l'etichetta discografica Croatia Records.

## Tracce
Download digitale
1. Maria – 4:17
2. Bit ću s njim – 3:35
3. Ljubav ljubavi – 3:46
4. E moj ti mali – 3:55
5. Otkako te znam – 3:36
6. Nema šanse – 3:22
7. Ako nemaš srca – 3:28
8. Zaljubljena – 3:01
9. Prolaze dani, prolaze zore – 4:02
10. Sve dan po dan – 4:44